# Temelucha coloradana
Temelucha coloradana là một loài tò vò trong họ Ichneumonidae.